# 2022年冬季残疾人奥林匹克运动会乌克兰代表团
2022年冬季残疾人奥林匹克运动会乌克兰代表团，是乌克兰派出的参加于2022年3月4日至3月13日举办的2022年冬季残疾人奥林匹克运动会的代表团。
2022年2月24日开始受俄羅斯入侵烏克蘭事件的影响，乌克兰运动员的参赛变得不明朗。國際帕拉林匹克委員會主席安德魯·帕森斯表示在目前的局勢下烏克蘭參加本屆殘奧會將成為一個「巨大的挑戰」。直到3月2日烏克蘭代表團的成員在一家機場成功會合，得以出發前往中國參加該屆冬殘奧会。同时在开幕式乌克兰入场时，中国观众的掌声和欢呼声尤其热烈。尽管战争影响该队备战，乌克兰代表队仍取得了优异的成绩：他们在今屆取得11金10银8铜，奖牌榜上仅次于东道主中国队，位列第二。